# Captive State
Captive State („Gefangenen-Staat“, bzw. „Zustand des Gefangenseins“) ist ein Science-Fiction-Thriller von Rupert Wyatt, der am 15. März 2019 in die US-amerikanischen Kinos kam.

## Handlung
Im Jahr 2019 wird Chicago nach einer außerirdischen Invasion unter Kriegsrecht gestellt. Als die Familie Drummond versucht, aus der Stadt zu fliehen, durchbricht sie eine Barrikade, trifft dahinter aber auf die Außerirdischen, welche die Eltern töten. Die beiden Söhne Gabriel und Rafe bleiben versteckt am Leben.
Rund neun Jahre später hat die Welt vor den außerirdischen „Legislatoren“ kapituliert und sich ihrer Herrschaft unterworfen. Die Menschen werden in den Innenstädten der größeren Metropolen zum Bau von „geschlossene Zonen“ gezwungen, welche als unterirdische Lebensräume für die Außerirdischen dienen. Zu diesen haben nur hohe Regierungsbeamte Zutritt. Die neue Herrschaft der Aliens hat zwar zu einer drastischen Senkung der Arbeitslosigkeit und der Kriminalität geführt, gleichzeitig ging aber auch die Schere zwischen Arm und Reich immer weiter auseinander. Zudem müssen alle Menschen zur Standortüberwachung eine Wanze tragen. Des Weiteren kommt es immer wieder zu willkürlichen Deportationen, bei denen Menschen von den Aliens ins Weltall gebracht werden.
Gabriel Drummond, der inzwischen im verarmten Stadtteil Pilsen lebt, wird von William Mulligan konfrontiert, dem Sonderkommandanten der Chicagoer Polizei, der vor der Invasion mit Gabriels Vater zusammengearbeitet hatte. Mulligan ist davon überzeugt, dass die Phoenix-Widerstandsgruppe entgegen den Angaben der Behörden nicht neutralisiert wurde und bittet Gabriel um Hilfe. Dieser lehnt aber ab.
Gabriel trifft sich mit einem Mitglied von Phoenix, um eine handgedrehte Zigarette mit geheimen Informationen zu verkaufen, die er von einer Freundin erhalten hat. Der Mann nimmt ihn mit nach Wicker Park, das von den Außerirdischen als Machtdemonstration wegen eines Aufstandes zerstört wurde. Hier trifft er seinen Bruder Rafe, den Anführer des Widerstands. Rafe nimmt die codierte Zigarette an sich und weist Gabriel an zu verschwinden, da Phoenix einen Anschlag auf die bevorstehende Friedensfeier im Soldier Field plant. Gerade als Gabriel aus seiner Wohnung fliehen will, wird er erneut von Mulligan überrascht, der ihn dauerhaft überwachen ließ. Er entkommt dem Polizisten und versteckt sich im Untergrund.
Der Code auf der Zigarette ermöglicht Rafes Team den Zugriff auf das Überwachungssystem Chicagos und die Einsatzpläne der Spezialeinheiten. Daraufhin greifen die Phoenix-Mitglieder eine Friedensfeier zum Jubiläum des Waffenstillstands an. Als die Aliens eintreffen, zünden die Widerständler einen unsichtbaren außerirdischen Sprengsatz, der mehrere Beamte und Aliens tötet. Der Angriff scheint zunächst erfolgreich zu sein, doch die Stadt wird daraufhin abgeriegelt und von Sicherheitskräften durchkämmt. Verärgert über den Angriff setzen die Außerirdischen spezielle Jägertruppen ein, um nach den Tätern zu suchen und finden Rafe und seine Komplizen Anita und Daniel. Anita wird von den Jägern getötet, während Daniel eine Zyanidpille schluckt, um der Gefangennahme zu entgehen. Rafe dagegen scheitert beim Versuch, sich selbst umzubringen und wird von Mulligan verhaftet.
Nach dem Angriff taucht Gabriel aus seinem Versteck auf, wird aber bei einer Polizeirazzia verhaftet. Mulligan zeigt ihm, wie sein Bruder für Informationen gefoltert wird, und überredet ihn, als Spitzel eine Nachricht über das Phoenix-Netzwerk zu senden, in der Hoffnung, den vermeintlichen Anführer, Nummer eins, zu finden. Gabriel wird schließlich zu Jane Doe geführt, einer Prostituierten, die ein Bordell in Pilsen betreibt und die Gabriel zu seiner Überraschung mit Namen anspricht. Die Polizei stürmt daraufhin das Haus und tötet Doe.
Bei den anschließenden Ermittlungen stellt sich heraus, dass Doe ihre eigene Wohnung verwanzt hat, um Gespräche mit Mitgliedern der Behörden aufzuzeichnen und geheime Informationen zu sammeln. Die Bänder enthüllen, dass Polizeipräsident Eugene Igoe sensible Informationen über die Ankunft der Außerirdischen im Soldier Field preisgegeben hat, die es Phoenix ermöglichten, ihre Angriffsstrategie zu entwickeln. Igoe wird zusammen mit Rafe und vielen anderen aus der Welt deportiert und Mulligan, der die Bedrohung in Chicago scheinbar neutralisierte, wird zum neuen Polizeipräsidenten befördert.
Mulligan trifft sich im Geheimen mit Gabriel, wobei dieser zunächst mit der Situation hadert. Mulligan holt eine Kiste hervor, die er am Anfang der Geschichte von Doe erhalten hatte, in der sich ein altes Handy befindet. Er gibt Gabriel die im Handy enthaltene Speicherkarte und deutet an, dass der Plan vielleicht doch nicht gescheitert sei. Gabriel sieht sich den Inhalt der Karte an – ein Video, das seine eigene Babyparty zeigt und enthüllt, dass Jane Doe an der gleichen Schule unterrichtet hat wie seine Mutter. Auf dieser Party wurde sie Mulligan vorgestellt, wobei mehrere spätere Phoenix-Mitglieder anwesend sind. Das Video schließt mit einer Nachricht von Mulligan an Gabriel, in der er ihn dazu auffordert, die Fackel von Phoenix weiterzutragen.
In der Zwischenzeit erhält Mulligan die Erlaubnis, sich im Untergrund mit den Legislatoren zu treffen. Während er mit einem Aufzug hinabfährt, wird er von der unsichtbaren Substanz des mächtigen außerirdischen Sprengstoffs umhüllt, was zeigt, dass er Teil des Widerstands ist und dass der gesamte fehlgeschlagene Plan inszeniert wurde, um ihm die Möglichkeit zu geben, die Außerirdischen an ihrer verwundbarsten Stelle anzugreifen.
Während des Abspanns ist auf einer Karte zu sehen, dass die geschlossene Zone in Chicago erfolgreich zerstört wurde und weitere Angriffe und Proteste in Städten auf der ganzen Welt im Gange sind, was darauf hindeutet, dass die einleitende Aufforderung, „ein Streichholz anzuzünden und einen Krieg zu entfachen“, die Menschheit dazu gebracht hat, ihre außerirdischen Unterdrücker anzugreifen.

## Produktion
Das Drehbuch zum Film ging nach einem Bieterstreit an Participant Media. Regie führte Rupert Wyatt, der das Drehbuch gemeinsam mit seiner Ehefrau Erica Beeney schrieb.
Die Dreharbeiten wurden am 15. Februar 2017 in Chicago begonnen, dem Handlungsort des Films, und dauerten bis August 2017. Die Produktionskosten beliefen sich auf rund 25 Millionen US-Dollar.
Die Filmmusik wurde von Rob Simonsen komponiert. Der Soundtrack zum Film, der insgesamt 20 Musikstücke umfasst, wird am 15. März 2019 von Sony Classical veröffentlicht.
Im September 2018 wurde von Focus Features ein erster Trailer-Teaser veröffentlicht. Der Film kam am 15. März 2019 in die US-amerikanischen Kinos.

## Rezeption

### Altersfreigabe
In den USA wurde der Film von der MPAA als PG-13 eingestuft.

### Kritiken
Insgesamt stieß der Film bei den Kritikern auf geteiltes Echo.
Benjamin Lee vom Guardian schreibt, die Handlung mag übermäßig verworren sein, doch es mangele dem Film nicht an raffinierten Ideen. Auch die Außerirdischen selbst seien einzigartig gestaltet, beängstigend und bezaubernd zugleich, und damit so seltsam wie der Film, in dem sie die Hauptrolle spielen.
Leonard Dworschak von Heute beschreibt Captive State als einen anspruchsvollen Thriller, der geschickt mit Sci-Fi-Elementen spielt. Die Kamera bleibe dabei am wichtigsten Geschehen, ohne den Zuschauer mit Status-Updates von den Nebenschauplätzen zu versorgen: „Diese Erzählform macht den Film ungemein spannend und unberechenbar, setzt aber voraus, dass das Publikum mitdenkt, statt sich nur berieseln zu lassen.“ Interpretiere man die Aliens als Platzhalter, könne man sie als politische und gesellschaftliche Elite lesen, die grausam, skrupellos und unnahbar das Proletariat spaltet, um es auszubeuten, so Dworschak. Alternativ lasse sich Captive State aber auch als Kommentar zum modernen Imperialismus deuten, wodurch der Film nicht nur als Thriller und Science-Fiction-Film, sondern auch als Parabel interessant sei.